# Liste de mathématiciens de la Grèce antique

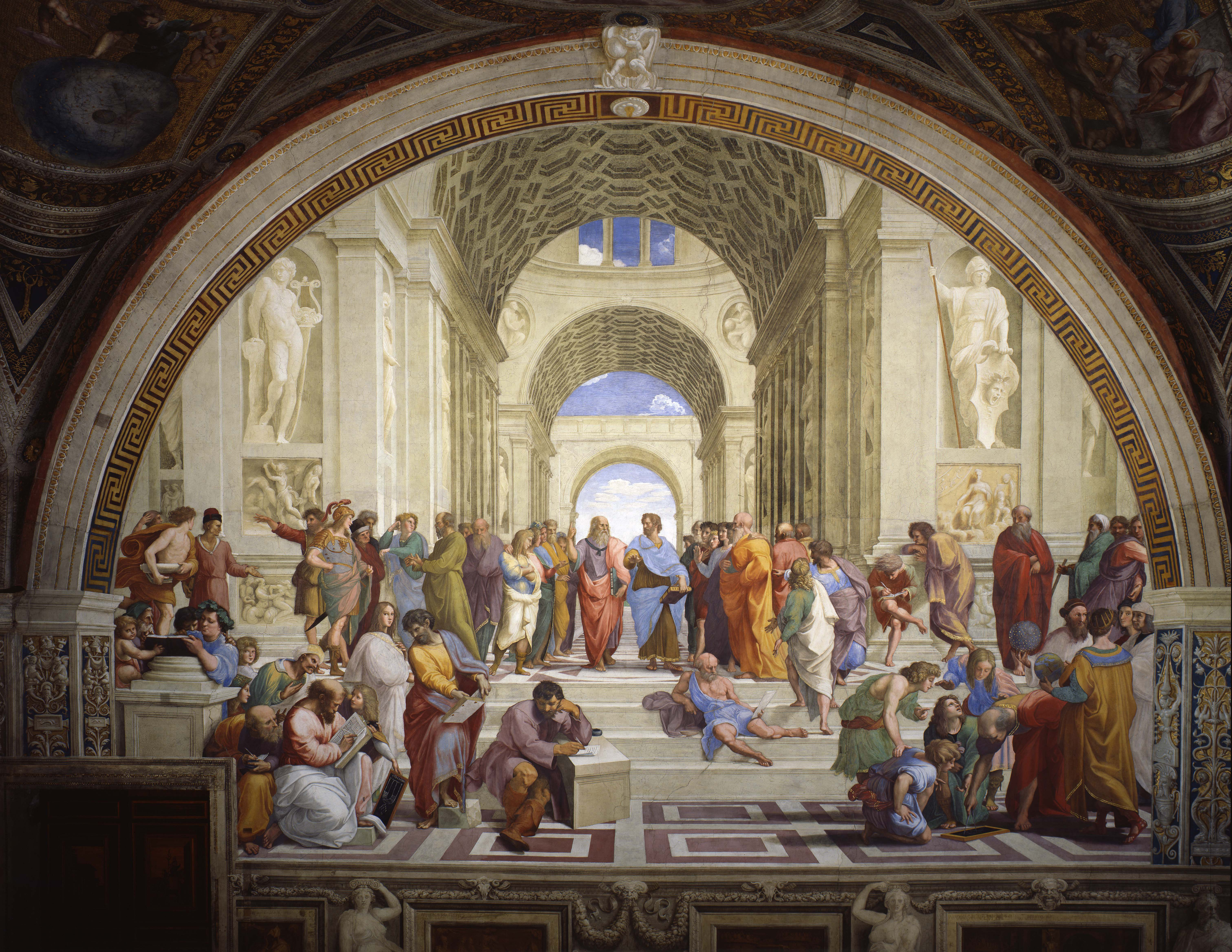
L'École d'Athènes, fresque de Raphaël, 1509-1510, musées du Vatican

Cette liste présente les principaux mathématiciens ayant contribué aux mathématiques de la Grèce antique.

## Avant J.-C.
- Antiphon le Sophiste (Grèce, Ve siècle av. J.-C.)
- Apollonios de Perga (Pamphylie, -261 - -180)
- Archimède (Sicile, -287 - -212)
- Archytas de Tarente (Grèce, -428 - -347)
- Aristarque de Samos, (Grèce, -310 - -230)
- Aristée l'Ancien, (Grèce, -370 - -300)
- Aristote (Grèce, -384 - -322)
- Autolycos de Pitane (Grèce, -360 - -300)
- Callippe de Cyzique (Grèce, -370 - -300)
- Conon de Samos (Grèce, -280 - -220)
- Démocrite d'Abdère (Grèce, -460 - -370)
- Dinostrate (Grèce, milieu du IVe siècle av. J.-C.)
- Dioclès (Grèce, 1re moitié du IIe siècle av. J.-C.)
- Ératosthène (Grèce, -276 - -196)
- Euclide (Grèce, env. -365 - -275)
- Eudoxe de Cnide (Grèce, -408 - -347)
- Geminos de Rhodes (env. -110, env. -40)
- Hipparque de Nicée (Grèce, env. -190 - env. -120)
- Hippase de Métaponte (Grèce, milieu du Ve siècle av. J.-C. )
- Hippias d'Élis (Grèce, environ -460)
- Hippocrate de Chios (Grèce, milieu du Ve siècle av. J.-C.)
- Ménechme (Grèce, milieu du IVe siècle av. J.-C. )
- Nicomède (Grèce, IIe siècle av. J.-C.)
- Œnopide de Chios (Grèce, Ve siècle av. J.-C.)
- Philolaos de Crotone (Grèce, env. -470 - env. -390 )
- Platon (Grèce, -427 - -347)
- Polyen de Lampsaque
- Pythagore de Samos (Grèce, -580 - -500)
- Persée -150
- Thalès de Milet (Grèce, env. -625 - -547)
- Théano (Grèce, VIe siècle av. J.-C.)
- Théétète d'Athènes (Grèce, -415 - -369)
- Théodore de Cyrène (Grèce, -470 - -420)
- Théodose de Tripoli (Bithynie, -160 - -100)
- Thymaridas de Paros (Grèce, -400 - -350)
- Zénodore (Grèce, 2e moitié du IIe siècle av. J.-C.)
- Zénon d'Élée (Grèce, 490-430 av. J.-C.)

## Iersiècle
- Héron d'Alexandrie (Égypte, fin du Ier siècle)
- Ménélaos d'Alexandrie (Égypte env. 70 – env. 140)
- Théon de Smyrne (70 - 135)

## IIesiècleauIVesiècle

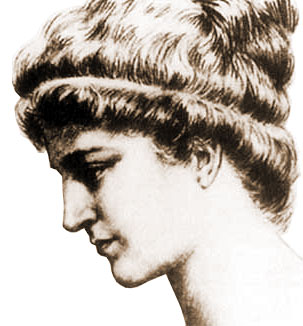
Hypatie d'Alexandrie

- Diophante d'Alexandrie (Égypte de Ptolémée, env. 214-298)
- Hypatie d'Alexandrie (Égypte, env. 370-415)
- Nicomaque de Gerasa (Grèce, v. 200)
- Pappus d'Alexandrie (Grèce, IVe siècle)
- Ptolémée (Égypte, IIe siècle)
- Théon d'Alexandrie (Égypte, 1re moitié du IVe siècle)

## Vesiècle
- Anthemius de Tralles (Byzance, env. 474-534)
- Anicius Boèce (Italie, 475-524)
- Domninos de Larissa (Syrie, 420-480)
- Eutocios d'Ascalon (Palestine, 480-540)
- Proclos (Grèce, 412 - 485)